# John Mawe
John Mawe (1764 – 1829) va ser un mineralogista britànic.

## Biografia
Mawe va néixer a Derby el 1764, fill de Samuel Maw(e). La seva mare va morir quan tenia deu anys i va ser criat per la segona muller del pare, Francis Beigton. Durant la seva infància sembla que va passar quinze anys al mar. El 1790 va esdevenir capità del vaixell mercant Trent que comerciava amb Sant Petersburg.
El 1793, Mawe va esdevenir deixeble del masó de Derby Richard Brown (1736-1815) i es va casar amb la seva filla, Sarah, l'1 de novembre de 1794. Brown & Mawe va ser el nom del negoci del negoci prop de Covent Garden l'any 1797; allà hi venien objectes creats a partir de marbre de Derbyshire. Mawe era el mànager del negoci, que va ser establert el 1794. Alguns diagrames geològics dels estrats de Derbyshire, els quals estan compostos de minerals de Derbyshire, es pensà durant un temps que havien estat tots creats per White Watson però ara la idea general és que alguns d'aquests objectes del Museu de Derby van ser creats per Mawe & Brown.
Cap al canvi de segle Mawe va fer un gir per la majoria de mines d'Anglaterra i Escòcia, agafant minerals per a la vitrina del Rei d'Espanya. El 1800 era propietari de la botiga de minerals dels Museus Reials a Matlock Bath als quals, gràcies al seu agent, va poder entrar després d'una disputa amb Thomas Pearson en relació amb les mines properes.
L'agost de 1804 va començar un «viatge d'experiment comercial» a Río de la Plata subvencionat pel príncep regent de Portugal. La seva missió era avaluar el valor de les indústries d'or i diamant que podrien revitalitzar la debilitada economia del Brasil. Mawe havia arribat ja a Cadis quan va esclatar la guerra entre Anglaterra i Espanya i va quedar atrapat al poble, on va ser pres malalt i on gairebé morí. Va aconseguir la llibertat poc després, però va ser internat i no va ser alliberat fins a la captura de Montevideo per William Beresford el 1806. Va acompanyar l'expedició sota el comandament de John Whitelocke fins a Buenos Aires, i en seu retorn a Montevideo es va fer amb una goleta i navegà fins al Brasil, atracant en diversos ports pel camí, incloent-hi el de Santa Caterina. Va ser ben rebut al Brasil pel príncep regent, el qual li va donar permís per visitar les mines de diamant de Minas Gerais i altres parts de l'interior durant els anys 1809 i 1810. També li donà accés als arxius del govern.

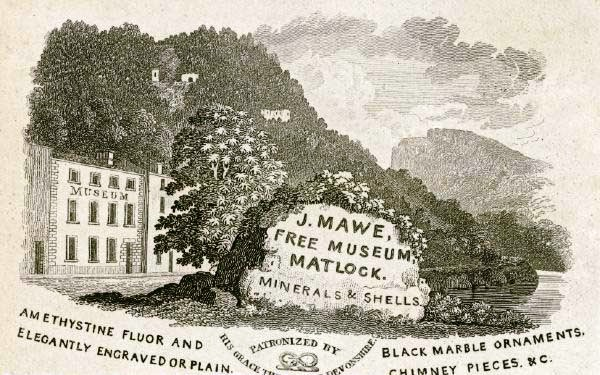
El Museu J Mawe's a Matlock Bath.

Mawe va retornar a Londres 1l 1811 i va obrir una botiga a The Strand, prop de Somerset House, i va esdevenir un mineralogista reconegut. El 1813 va ser a més a la Royal Geological Society of Cornwall, i el 1817 va rebre el diploma del Jena Mineralogische Gesellschaft.
John i Sarah Mawe van tenir dos fills, un nen i una nena. El. fill, John Saint Mawe (1797–1820), va morir als 22 anys; Sarah va demanar al seu testament ser enterrada al seu costat. La filla es casà amb Anthony Tissington Tatlow (1789–1828), el qual va esdevenir un col·laborador de Mawe amb una botiga a Cheltenham el 1816.
Mawe va morir a Londres el 26 d'octubre de 1829. Hi ha una placa en memòria seva a l'església de Castleton, a Derbyshire. El seu negoci va ser tirat endavant per James Tennant, també mineralogista, juntament amb la muller de Mawe, Sarah, fins a l'any 1840. Sarah Mawe obtingué el títol de "Mineralogista de Sa Majestat"

## Obres

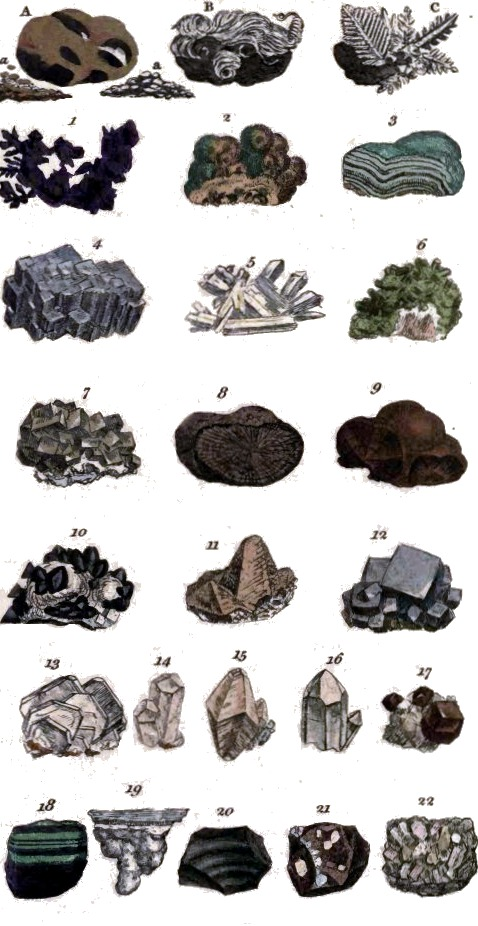
Il·lustració de James Sowerby & sons a la tercera edició de 1821 de Lliçons familiars de mineralogia i geologia

El treball principal de Mawe va ser el seu diari del viatge per l'Amèrica del Sud, Viatges per l'interior del Brasil, Londres, 1812; Filadèlfia, 1816; segona edició, 1823.
També va escriure:
1. La mineralogia de Derbyshire, 1802.
2. Tractat sobre diamants i pedres precioses, 1813; 2a ed. 1823.
3. Catàleg de minerals, 1815.
4. Catàleg descriptiu de minerals, 1816; 4a ed. 1821; reimprès el 1823.
5. Lliçons familiars de mineralogia i geologia, 1819; 10a ed. 1828.
6. Guia amateur a les làpides, 3a ed. 1823; 1827.
7. Instruccions per l'ús de la pipeta i els experiments químics, 4a ed. 1825.
8. El company de viatge o el pilot col·leccionista de petxines, 1821; 4a ed. 1825.
9. El sistema linnæà de concologia, 1823.
Va editar la segona edició de Introducció de Wodarch a la concologia, 1822, i va escriure un article sobre L'ocurrència de diamants al BrasilT per a l'obra de Ludwig Wilhelm Gilbert Annalen der Physik (1818), a part d'un altre, Sobre la tourmalina i l'apatita de Devonshire pel Quart. Journ. of Science, iv. (1818). Sembla que també publicà Direccions per a capitans de vaixells, oficials i viatjants; particularment aquells embarcats en pesca pel Mar del Sud. Un article manuscrit, Sobre les mines d'or a l'Amèrica del Sud, es conserva a la biblioteca de la Societat Geològica de Londres.
Unes quantes publicacions de Mawe van ser extensament il·lustrades per James Sowerby i els seus fills.